# 魯德尼齊克 (巴里希夫卡區)
50°28′24″N 31°21′31″E / 50.47333°N 31.35861°E
魯德尼茨凱（烏克蘭語：Рудницьке）是位於烏克蘭北部的村莊，由基辅州布羅瓦里區的巴里希夫卡市鎮負責管轄。該村始建於1430年，面積4.08平方公里，海拔高度105米，2001年人口856。